# 767
767 (DCCLXVII) je bilo navadno leto, ki se je po julijanskem koledarju začelo na četrtek.

## Dogodki
- 1. januar

## Rojstva
- Pipin Grbasti, prvorojenec Karla Velikega († 811)
- Saičo, japonski budistični menih, utemeljitelj tendai ločine budizma na Japonskem († 822)

## Smrti
- Toktu, bolgarski kan (* ni znano)
- 28. junij - Pavel I., papež